# ToF-SIMS
A sigla SIMS significa "Espectrômetro de Massa por Íons Secundários". Hoje em dia, são fabricados dois tipos de SIMS: o chamado SIMS de Setor Magnético, também conhecido como SIMS dinâmico, e o ToF-SIMS (Time of Flight SIMS ou SIMS por Tempo de Voo), também conhecido como SIMS estático. SIMS são técnicas de análise de superfícies que permitem determinar componentes químicos. ToF-SIMS é apropriado para se trabalhar a nível molecular. Em alguns compostos, pode chegar ao limite de detecção da ordem de 100 partes por bilhão, e resolução lateral de 100 nanômetros a 1 milímetro. Não é a técnica mais indicada para análises elementares e isotópicas, exceto em altas concentrações. Para aplicações mais avançadas que visam a detectar desde elementos predominantes até elementos a baixíssimas concentrações (traço e ultratraço), é necessário o SIMS de Setor Magnético, que pode chegar ao limite de detecção da ordem de 10 partes por trilhão, com resolução lateral da ordem de 10 micrômetros. ToF-SIMS pode chegar à taxa de 4 mil contagens por segundo. Há alguns anos, foi criado o NanoSIMS, que pode chegar à taxa de 400 mil contagens por segundo.

## Formação de íons secundários
Quando íons rápidos colidem com uma superfície sólida, eles penetram na superfície da região por uma certa profundidade. Por exemplo, quando uma superfície metálica é bombardeada perpendicularmente com um feixe de íons de Ar+ com energia na escala de KeV, a profundidade de penetração desses íons é de dezenas de nanômetros. Enquanto esses íons penetram no sólido, os íons primários transferem sua energia cinética para os átomos do sólido em uma sucessão de colisões individuais. Através de colisões subsequentes, parte dessa energia pode voltar à superfície, onde pode causar a emissão de partículas da superfície.
Os constituintes atômico e molecular da superfície emitidos como resultado do bombardeamento de íons primários são observados como particulas neutras, ou como íons secundários positivos ou negativos. Essas partículas sao quase todas originadas da camada mais superficial de átomos ou moléculas, e com isso, elas fornecem informação direta sobre a composição química do material.
Quando a emissão de Íon Secundário é usado para a análise de superfícies, é querido que a informação obtida deva ser relacionada a monocamada mais superficial do sólido, com a menor modificação possível em sua estrutura. Deste modo, o número total de íons primários que acertam uma certa área da superfície deve ser pequeno o suficiente para garantir que a probabilidade desta área da superfície ser atingida por mais de um íon primário seja muito pequena.

## Espectrocospia de massa de tempo de voo de íon secundário
O ToF-SIMS utiliza pulsos de íons primários que bombardeiam a superfície de uma amostra no vácuo. O impacto desses íons na superfície causa o irrompimento de partículas secundárias. Uma certa porção dessas partículas possuem uma carga, determinada de acordo com a eficiência de ionização das espécies. A carga do íon secundário o permite se acelerar, junto com outros íons de igual polaridade, a uma igual energia cinética. Em seguida, os íons entram na região de Tempo de Voo (Drift), onde eles são separadsos de acordo com a razão massa/carga de cada um (os íons geralmente são unicamente carregados). Como todos os íons possuem a mesma energia cinetica, a velocidade pela qual eles passam pelo “Drift”, será determinada peça relacao de energia cinética para massa. Deste modo, calculando o tempo que leva para o íon secundário atingir um detector de massa a uma distância conhecida, a relação massa/carga pode ser deduzida e um spectro de massa é recolhido pelo detector (o sistema de detecção é formado por um detector[uma combinação de um eletrodo fotoconversor, um cintilador, um fotomultiplicador e uma placa de canal] e um contador de tempo). Deste modo, um espectro pode ser extraído para qualquer região de uma imagem, e analogamente, uma imagem pode ser gerada a partir de qualquer fragmento de massa.

## Aplicações
As razões principais do vasto uso do ToF-SIMS são sua aplicação universal a praticamente todos os tipos de materiais e formas de amostras, e sua habilidade de dar informação molecular direta a partir da emissão de íons moleculares, sendo muito utilizado na nanotecnologia na determinação quimica de nanocompósitos.
Há quatro modos principais de utilização do ToF-SIMS: Análise de superfícies de grandes áreas, criação de imagens e análise de micro áreas, análise de profundidade e análise de vestígios de substâncias individuais.

### Análise de superfícies de grandes áreas
O objetivo deste tipo de análise é determinar a composição química da superfície da mono camada mais externa de um sólido, o mais completa e com maior resolução possível. Para isso, o bombardeio de íons primário deve acertar uma área grande da superfície a ser analisada, entre 0,01 e alguns mm². Isso significa que a quantidade de substâncias da mono camada mais externa disponível para análise e consequentemente o número de íons secundários emitidos, seja relativamente grande.
A Análise de superfície de grandes áreas é amplamente usada para a caracterização de praticamente todos os tipos de superfícies tecnicamente importantes, como pore xemplo no controle de modificações químicas e físicas de uma superfície, identificando defeitos, detectando e identificando vestígios de contaminantes, no controle de estruturas de camadas moleculares preparadas sinteticamente e etc.

### Criação de imagens e análise de micro-áreas
Reduzindo o diâmetro da emissão de íons primários sobre a superfície a ser analisada, pode-se medir a distribuição lateral de emissão de íons secundários, e com isso, os constituintes responsáveis por essa emissão, com uma resolução lateral determinada pelo diâmetro do feixe de íons primários emitido. A emissão primária é posicionada em um ponto sobre a superfície que permita um pequeno intervalo, e o espectro é gravado e salvo com as coordenadas laterais correspondentes. O diâmetro típico da emissão primária varia de 50 nanômetros a poucos micrômetros. Se, por exemplo, a superfície a ser analisada, for dividida em 256x256 elementos (pixels), este modo de operação requer que 65.536 espectros completos sejam gravados e salvos. Com esses dados, é possível em princípio criar uma imagem para cada espécie de íon secundário ou grupo de espécies mostrando a distribuição na superfície. O tempo de gravação para esta técnica varia de alguns segundos até várias horas. Adicionando todos os espectros, ou somente aqueles de uma determinada região da superfície a ser criada a imagem, se consegue um espectro total. Pode-se também juntar os íons secundários positivos e negativos para cada ponto de imagem e então, obter uma imagem completa. Imagens baseadas na emissão de eléctrons secundários induzidos por íons, também podem ser gravadas adicionando um detector de elétrons perto da amostra. O total de imagens de íons e eléctrons são úteis para darem rápida infomração sobre a estrutura de uma amostra.
```
O equipamento de imagem por superfície é mais complexo do que o para a análise de superfície de grandes áreas, e o procedimento mais longo, entretanto, este método é indispensável para a análise de superfícies não homogêneas, tanto por forma quanto por sua natureza intrínseca, como por exemplo em aplicações na microeletrônica and micromecânica.
[
4
]
```

### Análise de profundidade
Para superfícies de pequenas áreas, como por exemplo análise de partículas, é possível remover várias mono camadas em um espaço curto de tempo com um feixe pulsado de íon primário (SIMS dinâmico), deste modo, pode-se determinar perfil de profundidade local. Com uma fonte iônica metálica líquida e um diâmetro típico de 1 micrômetro se consegue um fluxo primário de alguns milhões de íons por segundos, gerando uma taxa de remoção de mono camadas de 10 por segundo. Entretanto, devido ao dano causado nessas condições, este modo de operação dinâmica só serve para análises fundamentares, e não para moleculares. Uma maior flexibilidade na determinação de perfis de profundidade é possível usando uma fonte iônica adicional que opere continuamente e permita um bombardeamento rápido sobre uma área maior na superfície.

### Análise de vestígios
O SIMS pode detectar e identificar quantidades extremamente pequenas de substâncias desconhecidas na mono camada mais externa. Entretanto, esta técnica também pode ser usada na análise de vestígios, em particular na análise de compostos orgânicos termicamente instáveis que não podem ser vaporizados. A substancia a ser analisada está geralmente na forma de solução, obtida, por exemplo, por separação cromatográfica. Para preparar um composto para este modo de análise, é preciso aplicar uma mono camada numa área definida de um alvo apropriado. Isto pode ser feito de maneira simples depositando uma pequena quantidade de solução em um substrato apropriado com uma micropipeta e permitindo que o solvente evapore. Se 1 microLitro de uma solução a 0,001 M for aplicada em uma área de 10 mm² uniformemente distribuído, uma monocamada fechada é formada.
Neste método, a substância a ser analisada é incorporada a um líquido com baixa pressão de vapor. Durante o bombardeio iônico mais substâncias são fornecidas à superfície a partir do líquido por difusão. Com isso, este modo de produção de íons secundários não é confinado a mono camada mais externa, e um número muito maior de substâncias iônicas moleculares específicas podem ser geradas, mesmo que uma quantidade largamente correspondente de substância seja consumida.